# Purpurowy jeździec
Purpurowy jeździec (Riders of the Purple Sage) – amerykański western o tematyce wiejskiej przedstawiający perypetie samotnej kobiety, która po śmierci swego ojca musi stawić czoła różnym przeciwnościom. Z pomocą przychodzi nieznajomy przybysz. Film oparty na książce Zane'a Greya.